# Готский двор
Готский двор — первый иноземный двор немецких купцов, располагавшийся в Новгороде и существовавший примерно в XII—XVI веках.

## Название
Название Готского двора впервые упомянуто письменно в имеющемся под 1269 годом на латинском и древнерусском языках проекте договора Новгорода с Любеком и Готским берегом о торговых и судебных отношениях. Подобный договор был заключён в 1371 году, где также назван Готский двор. По мнению Е. А. Мельниковой, эти два договора подтверждают тот факт, что уже к середине XIII века это название стало устоявшимся. Помимо них ещё в Новгородской первой летописи два раза говорится о Готском дворе под 1403 и 1406 годами, оба события связаны с пожарами.

## История
По археологическим данным Готский двор имел большую площадь. Располагался на берегу реки Волхова на Торговой стороне недалеко от Ярославова дворища и вблизи Михайловой улицы. Предполагается, что к началу XII века был основан Готский двор купцами, которые прибыли из острова Готланд. Д. Г. Хрусталёвым предполагается, что в период с начала XII и до середины XIII века это был старый Готский двор на Торгу. В начале XIII века был основан новый Готский двор, отдалённый от Торга и существовавший до XVI века (находился с южной стороны от Ярославова дворища).
Сведений о Готском дворе и его структуре имеется немного. Известно лишь, что во главе этой структуры стоял ольдерман (староста), а также постоянно присутствовал священник в церкви святого Олава. Можно только предположить, что у Готского двора мог быть свой устав, по-аналогии с Немецким двором (скра). В Новгородской первой летописи о торговых отношениях между новгородцами и немцами впервые сообщается под 1130 годом. А под 1152 годом там же сообщается о сгоревшей варяжской церкви. По мнению Е. А. Рыбиной, эти и другие доказательства говорят нам о сложившейся уже к началу XII века системы отношений между Новгородом и Готландом. Как предполагается, «Варяжская церковь» (Варяжская божница) — это церковь святого Олава, построенная вскоре после основания Готского двора. Эта церковь неоднократно упоминается в летописях в связи с пожарами, ранним известием которого является летописное событие под 1152 годом. Потом появляется в 1181, 1217 и 1311 годах. Также во дворе имелись как жилые, так и складские помещения. В складских помещениях хранились различные товары, в том числе соль.
Немецкие купцы Ганзы некоторый период находились на Готланде, впоследствии перебрались на Готский двор, а лишь потом получили возможность создать Немецкий двор. Согласно письму 1402 года, немцы в это время арендовали Готский двор. Немецкие купцы с готландскими неоднократно переоформляли договор аренды — в 1402 на десять лет, в 1414 году на те же десять лет, в 1424 году уже на двадцать лет и так далее. До 1424 года выплаты за аренду шли в готских марках через каждые пять лет, лишь в последнем случае в рейнских гульденах. Согласно этим договорам, от лица ганзейских купцов выступал город Ревель, а от готландских купцов — Висбю.
В 1541 году случился пожар на Торговой стороне, где погорело много городских зданий, в том числе иностранные торговые дворы. После этого Готский двор больше не упоминается в источниках. По мнению Е. А. Рыбиной, его не стали восстанавливать из-за того, что содержание двух дворов обходилось купцам слишком дорого.